# Günther Uecker

Günther Uecker gefotografeerd door Oliver Mark, Düsseldorf 2011

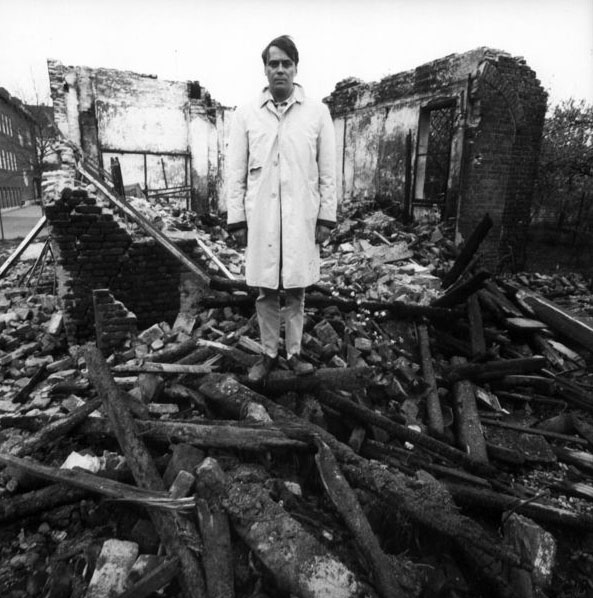
Günther Uecker gefotografeerd door Lothar Wolleh

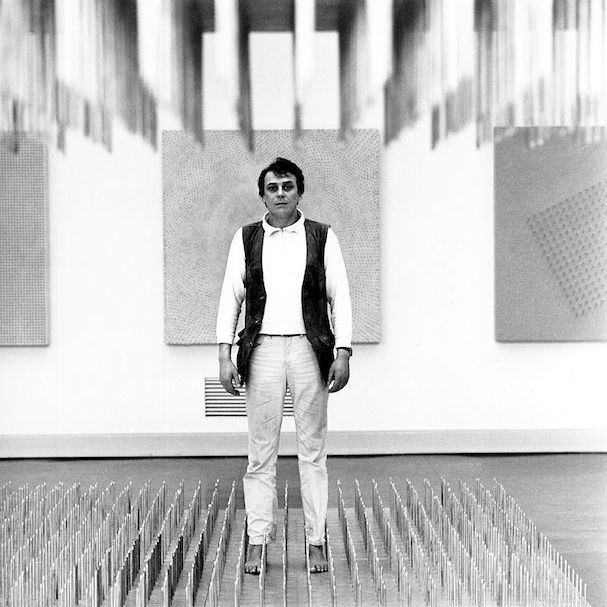
Günther Uecker gefotografeerd door Lothar Wolleh

Günther Uecker (Wendorf, 13 maart 1930 – Düsseldorf, 10 juni 2025) was een Duitse beeldhouwer van de moderne beeldhouwkunst.

## Leven en werk
Uecker studeerde van 1948 tot 1957 aan de kunstacademies in Wismar, Berlijn-Weißensee en Düsseldorf. In 1957 werkte hij voor het eerst met spijker-reliëfs, een paar jaar later met draaiende schijven en lichtkasten. In 1962 richtte hij samen met Heinz Mack en Otto Piene een 'lichtsalon' in op de tentoonstelling 'Nul' in het Stedelijk Museum te Amsterdam. Later maakte hij van alledaagse voorwerpen spijkerobjecten en organiseerde hij multimediale manifestaties. Hij realiseerde films en creëerde in 1971 een mechanisch orkest. Ook maakte hij decorontwerpen, onder meer voor Wagner-opvoeringen in Bayreuth. Uecker werd uitgenodigd voor documenta III (1964), 4 (1968) en 6 (1977) en hij vertegenwoordigde Duitsland op de Biënnale van Venetië in 1970 en 1972. Hij was vanaf 1976 docent aan de kunstacademie in Düsseldorf. In 1983 won Uecker de Goslarer Kaiserring en werd zijn werk tentoongesteld in het Mönchehaus Museum Goslar in Goslar.
Uecker overleed op 10 juni 2025 op 95-jarige leeftijd.

## Stijl
De werken van Günther Uecker behoren tot de Zero.

## Musea
- Studio Esseci in Padua, Italië
- Courtauld Gallery in het Courtauld Institute of Art in Londen
- Schleswig-Holstein Museums, Duitsland
- Von der Heydt-Museum in Wuppertal, Duitsland
- Walker Art Center in Minneapolis Minnesota, Verenigde Staten
- Museum van Elsene, België

## Tentoonstellingen/werken
- 1958 - Gezamenlijke tentoonstellingen met Mack en Piene
- 1970 - Deelname Biënnale van Venetië
- 1971 - Overzichtstentoonstelling in het Moderna Museet in Stockholm
- 1971 - Deelname Biënnale van São Paulo
- 1972 - Film Schwarzraum-Weissraum
- 1974 - Decorontwerp voor de opera Fidelio van Beethoven in Bremen
- 1983 - Solotentoonstelling in de Kunsthalle in Düsseldorf
- 1984 - Reis via de trans-Siberische spoorlijn
- 1987 - Overzichtstentoonstelling in het Wilhelm-Hack-Museum, Ludwigshafen am Rhein
- 1992 - Overzichtstentoonstelling in het Museum des 20. Jahrhunderts, Wenen
- 2008 - Tentoonstelling 'Werken op papier' In CODA Museum, Apeldoorn

## Citaten
- "Mijn werken ontvangen hun realiteit door het licht. Hun intensiteit is door het inwerkende licht wisselvallig en door het standpunt van de toeschouwer veranderlijk. Ze dagen uit tot activiteit en worden daardoor levendig." (Günther Uecker, 1961)
- "Ik heb gekozen voor een witte zone, als uiterste van kleur, als hoogtepunt van het licht, als triomf over de duisternis. Een witte wereld is naar mijn overtuiging een humane wereld, waarin de mens zijn bestaan in kleur beleeft, waarin hij levend kan zijn. Deze witte structuren kunnen een spirituele taal zijn, waarin wij gaan mediteren." (Uecker, 1961)